# Zenão de Pérgamo
Zenão (em latim: Zeno; em grego: Ζήνων; romaniz.: Zénon) foi um filósofo bizantino de meados do século V e contemporâneo do também filósofo Zenão de Alexandria. É descrito como um indivíduo ignorante e esquecido tal como seu homônimo. Possivelmente foi a causa da rixa entre Salústio 7 e Proclo 4.